# Melchior von Meckau
Melchior Copis o Melchior von Meckau (Meissen, 1440 - Roma, 3 de mayo de 1509) fue un eclesiástico sajón. 

## Biografía
Hijo de Gaspar von Meckau, que fue consejero del emperador Maximiliano I del Sacro Imperio Romano Germánico, estudió en la Universidad de Leipzig y se doctoró en derecho en la de Bolonia. 
Era canciller del duque Segismundo de Austria y príncipe-obispo de Brixen, en el Tirol, cuando Alejandro VI le creó cardenal en el consistorio de mayo de 1503 con título de San Niccola fra le Immagini, que posteriormente cambiaría por el de S. Stefano al Monte Celio. 
Fue embajador del emperador Maximiliano ante la Santa Sede y actor destacado de la participación del imperio en la política italiana durante los primeros años de las guerras italianas. 
Fallecido en Roma en 1509, fue sepultado en la Basílica de Santa Maria in Aracoeli.